# Alaixys Romao
Jacques Alaixyis Romao (ur. 18 stycznia 1984 w L’Haÿ-les-Roses, Francja) – togijski piłkarz grający na pozycji defensywnego pomocnika. Od 2018 roku jest zawodnikiem klubu Stade de Reims.

## Kariera klubowa
Romao swoją karierę zaczynał w Tuluzie, skąd trafił do Louhans-Cuiseaux w sezonie 2004/2005. W wieku 22 lat został kapitanem tego klubu. Od sezonu 2007/2008 reprezentował barwy Grenoble Foot 38. Romao był kilkakrotnie powoływany do reprezentacji młodzieżowych Francji przez trenera Raymonda Domenecha. Ostatecznie zdecydował się jednak na grę dla reprezentacji Togo, w której zadebiutował podczas meczu z Maroka 17 sierpnia 2005.
31 stycznia 2013  podpisał kontrakt z Olympique Marsylia. W barwach marsylczyków zadebiutował w Lidze Mistrzów UEFA. Przed sezonem 2016/2017 po raz pierwszy wyjechał poza ligę francuską, po tym jak przeniósł się do Olympiakosu SFP. W barwach swojego nowego klubu zdobył pierwszą bramkę w rozgrywkach międzynarodowych, w wygranym 2-1 meczu kwalifikacji do Ligi Mistrzów przeciwko HNK Rijeka. 24 lipca 2018 został nowym piłkarzem Stade de Reims.
| Sezon   | Klub                | Kraj    | Flaga   | Rozgrywki          | Mecze | Bramki | Rozgrywki Europy   | Mecze | Bramki |
| ------- | ------------------- | ------- | ------- | ------------------ | ----- | ------ | ------------------ | ----- | ------ |
| 2001/02 | Toulouse B          | Francja | Francja | CFA                | 24    | 0      | –                  | –     | –      |
| 2002/03 | Toulouse B          | Francja | Francja | CFA                | 22    | 0      | –                  | –     | –      |
| 2003/04 | Toulouse B          | Francja | Francja | CFA                | 25    | 0      | –                  | –     | –      |
| 2004/05 | CS Louhans-Cuiseaux | Francja | Francja | CFA                | 27    | 2      | –                  | –     | –      |
| 2005/06 | CS Louhans-Cuiseaux | Francja | Francja | National           | 24    | 2      | –                  | –     | –      |
| 2006/07 | CS Louhans-Cuiseaux | Francja | Francja | National           | 31    | 1      | –                  | –     | –      |
| 2007/08 | Grenoble Foot 38    | Francja | Francja | Ligue 2            | 30    | 2      | –                  | –     | –      |
| 2008/09 | Grenoble Foot 38    | Francja | Francja | Ligue 1            | 37    | 0      | –                  | –     | –      |
| 2009/10 | Grenoble Foot 38    | Francja | Francja | Ligue 1            | 29    | 0      | –                  | –     | –      |
| 2010/11 | FC Lorient          | Francja | Francja | Ligue 1            | 33    | 1      | –                  | –     | –      |
| 2011/12 | FC Lorient          | Francja | Francja | Ligue 1            | 32    | 1      | –                  | –     | –      |
| 2012/13 | FC Lorient          | Francja | Francja | Ligue 1            | 18    | 0      | –                  | –     | –      |
| 2012/13 | Olympique Marsylia  | Francja | Francja | Ligue 1            | 15    | 0      | –                  | –     | –      |
| 2013/14 | Olympique Marsylia  | Francja | Francja | Ligue 1            | 36    | 1      | Liga Mistrzów UEFA | 5     | 0      |
| 2014/15 | Olympique Marsylia  | Francja | Francja | Ligue 1            | 32    | 2      | –                  | –     | –      |
| 2015/16 | Olympique Marsylia  | Francja | Francja | Ligue 1            | 23    | 1      | Liga Europy UEFA   | 5     | 0      |
| 2016/17 | Olympiakos SFP      | Grecja  | Grecja  | Superleague Ellada | 11    | 1      | Liga Europy UEFA   | 7     | 0      |
| 2017/18 | Olympiakos SFP      | Francja | Grecja  | Superleague Ellada | 25    | 2      | Liga Mistrzów UEFA | 10    | 1      |